# Claes Falkenberg
Claes Falkenberg, född Claes August G.A. Falkenberg 23 juli 1920 på Ornö, död 10 februari 2006 i Oscars församling, Stockholm, var en svensk skådespelare.
Falkenberg var anställd vid "Folkan", Helsingborgs stadsteater, Gävle stadsteater och en längre anställning på Uppsala stadsteater från 1965 under ledning av Palle Granditsky. 

## Filmografi
- 1944 – Hets
- 1952 – Säg det med blommor
- 1955 – Finnskogens folk
- 1960 – Kärlekens decimaler
- 1964 – Henrik IV
- 1965 – Den bergtagna
- 1966 – Patrasket
- 1975 – Figaros bröllop

## Teater

### Roller (ej komplett)
| År   | Roll            | Produktion                            | Regi          | Teater                    |
| ---- | --------------- | ------------------------------------- | ------------- | ------------------------- |
| 1959 |                 | Femton snören guld Zhu Sucheng        | Ellen Bergman | Uppsala-Gävle Stadsteater |
| 1976 | Anette, biträde | Hemmet Kent Andersson och Bengt Bratt | Ulf Andrée    | Uppsala-Gävle Stadsteater |

- Gengångare
- Guldfiskarna
- Körsbärsträdgården
- Rötter
- Måsen
- Svejk
- Tartuffe
- Tre systrar
- Spelman på taket
- Spöksonaten